# Romulea obscura
Romulea obscura är en irisväxtart som beskrevs av Friedrich Wilhelm Klatt. Romulea obscura ingår i släktet Romulea och familjen irisväxter.

## Underarter
Arten delas in i följande underarter:
- R. o. blanda
- R. o. campestris
- R. o. obscura
- R. o. subtestacea

## Bildgalleri

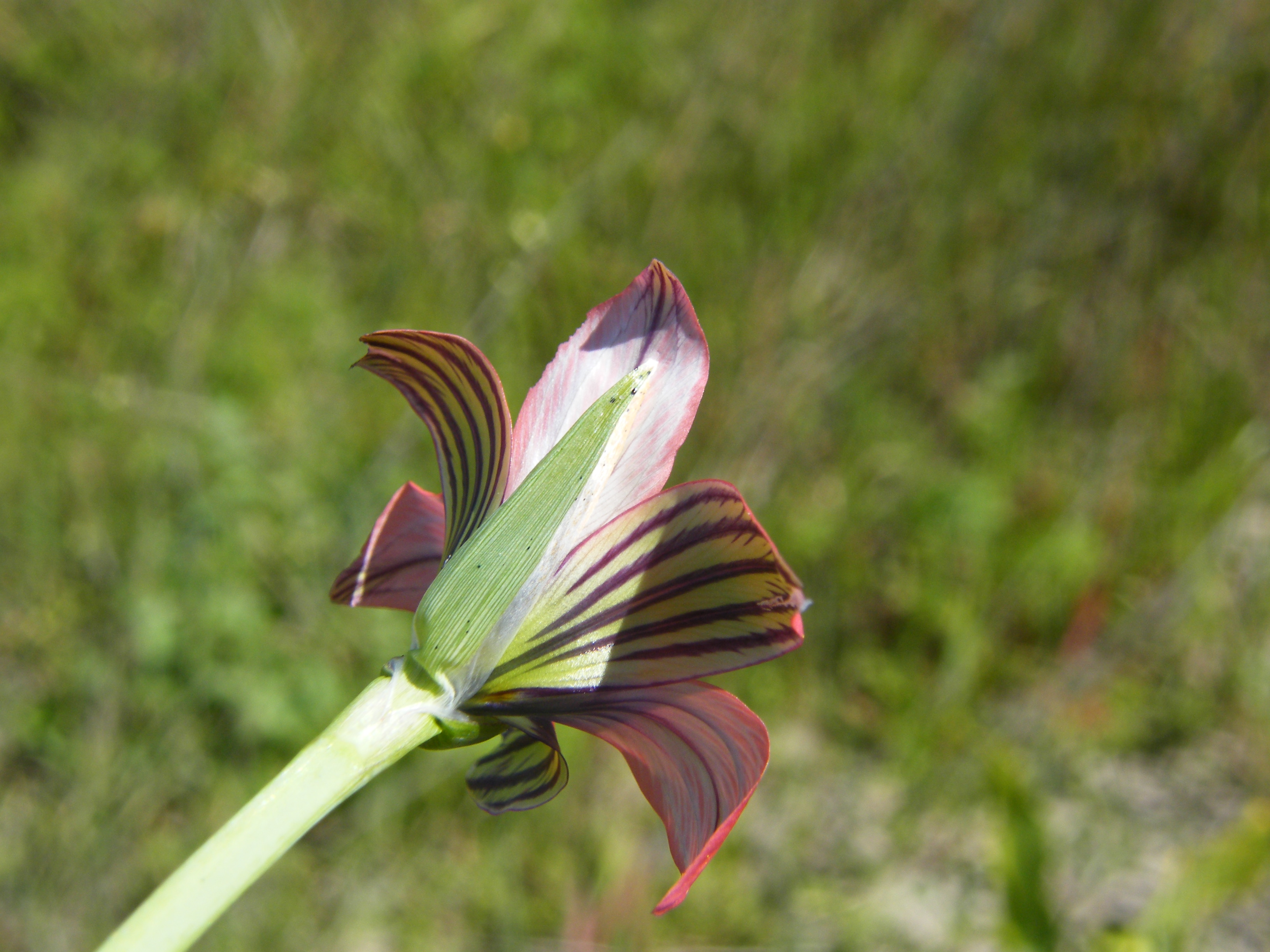
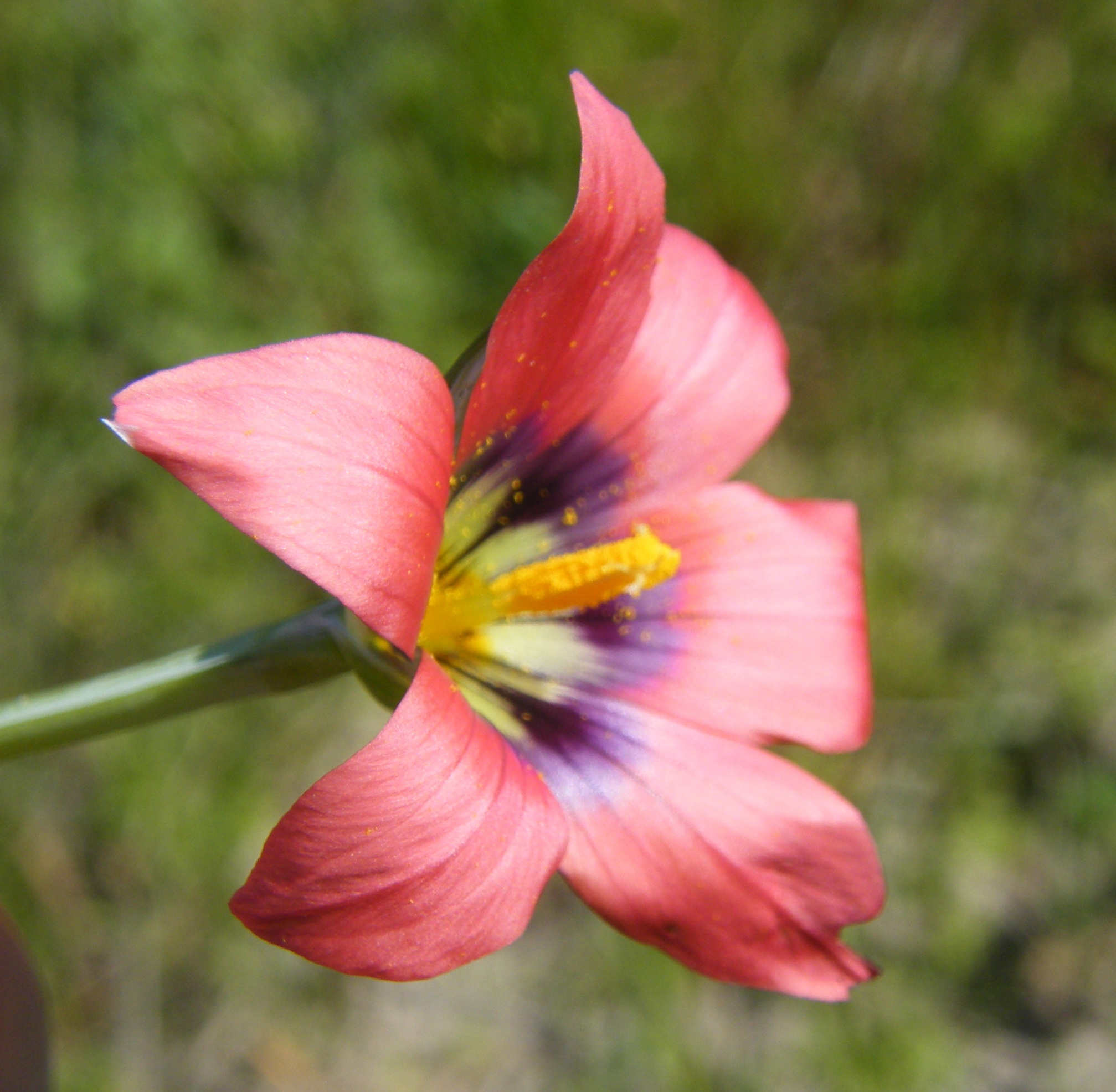
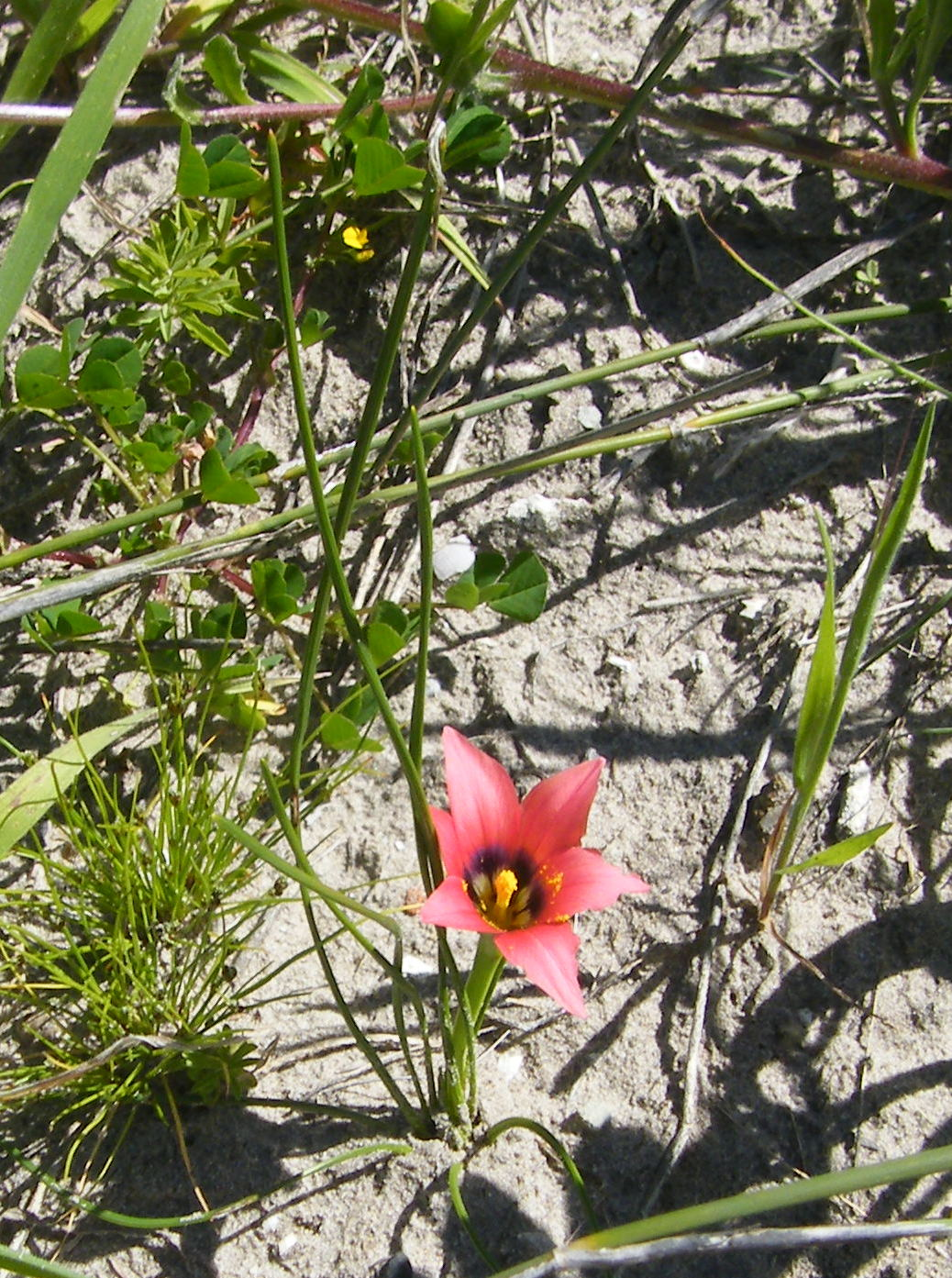